# Gert Roßberg
Gert Roßberg (* 25. November 1932 in Münchhof/Kreis Döbeln; † 4. Januar 2016) war ein deutscher Politiker (SPD).
Nach seinem Abitur studierte Roßberg Wirtschafts- und Sozialwissenschaften an der Universität Hamburg und erreichte das Staatsexamen. Er war Referent für Politische Jugendbildung bei Arbeit und Leben, Studienleiter, stellvertretender Direktor der Akademie Sankelmark und Direktor der Volkshochschule Flensburg.
1959 trat Roßberg in die SPD ein, wo er von 1971 bis 1987 Vorsitzender des SPD-Kreisverbandes Flensburg war. Von 1987 bis 1992 saß er für den Landtagswahlkreis Flensburg-West als direkt gewählter Abgeordneter im Landtag von Schleswig-Holstein.